# Taylour Paige
Taylour Dominique Paige (Santa Monica, Califòrnia, 5 d'octubre de 1990) és una actriu i ballarina estatunidenca. Es va fer famosa gràcies al seu rol d'Ahsha Hayes a la sèrie del canal de televisió estatunidenc VH1, Hit the Floor, a partir del 2013 i, posteriorment, arran de la seva participació a diverses pel·lícules com ara Jean of the Joneses el 2016 o White Boy Rick (2018). Interpreta el paper principal de Zola, al film epònim Zola del 2020, de la realitzadora i guionista Janicza Bravo, que va sortir als cinemes el juny del 2021.

## Filmografia

### Cinema i televisió
| Any       | Títol                                           | Rol          | Notes                       |
| --------- | ----------------------------------------------- | ------------ | --------------------------- |
| 2008      | High School Musical 3: Senior Year              | Ballarina    |                             |
| 2010      | Alex in Wonderland: Rehearsing Wonderland       | Estudiant    | Curt metratge               |
| 2010      | Alex in Wonderland: Interview with Debbie Allen | Estudiant    | Curt metratge               |
| 2010      | Making of the Laker Girls Calendar 2011         | Ella mateixa | Documental per la televisió |
| 2013      | Hit the Floor AfterBuzz TV                      | Panelista    | 1 episodi                   |
| 2013–2016 | Hit The Floor                                   | Ahsha Hayes  | Paper regular               |
| 2015      | Touched                                         | Gina         |                             |
| 2015      | Ballers                                         | Theresa      | 2 episodis                  |
| 2016      | Jean of the Joneses                             | Jean Jones   |                             |
| 2016      | Grey's Anatomy                                  | Emma         | 1 episodi                   |
| 2018      | White Boy Rick                                  | Cathy Volsan |                             |
| 2020      | Zola                                            | Zola         | Rol principal               |
| 2020      | Ma Rainey's Black Bottom                        | Dussie Mae   |                             |
| 2021      | Boogie                                          | Eleanor      |                             |
| 2021      | Sharp Stick                                     |              | Postproducció               |
| 2022      | Mack & Rita                                     | Carla        | Postproducció               |